# ヨギ・ベア
ヨギ・ベア（Yogi Bear）は、アメリカ合衆国のテレビアニメ及び主人公である擬人化されたクマのキャラクター。日本の放映時には「クマゴロー」という名前が付けられ、広く親しまれた。ハンナ・バーベラ製作。

## 概歴
1958年の「珍犬ハックル」（The Huckleberry Hound Show）でヨギ・ベアはデビューしたが、ハンナ・バーベラ・プロダクションとしては初めてブレイクしたキャラクターとなった。1961年には自身が主人公となる番組「クマゴロー」（The Yogi Bear Show）が制作され、1964年（日本では1965年）には映画「クマゴローの大冒険 ヨギ・ベア物語」（Hey There, It's Yogi Bear!）も公開された。
ヨギ・ベアという名前は、「奴らが俺について言っているデタラメの半分は嘘だ」といったおもしろおかしい発言で知られた当時の野球のスター選手ヨギ・ベラに似ている（一連の珍妙な発言は「ヨギイズム」として知られている）。ベラはハンナ・バーベラを名誉毀損で訴えたが、プロダクション側は名前の類似は偶然の一致に過ぎないと主張した。この主張は事実ではないと考えられるが、ベラは訴えを取り下げた。現在ではヨギ・ベラが名前の由来であることが複数の情報源より報じられている。ヨギ・ベアが初めてテレビでヒットした当時、ヨギ・ベラはすでに有名人であった。なおベラは大の漫画好きとしても知られている。
日本では、NET（現：テレビ朝日）が開局してすぐの1959年2月から1961年12月まで、中断を置きながら放送されていた『珍犬ハックルシリーズ』内の1本として放送（詳細は珍犬ハックル#地上波テレビを参照）、その後、1964年7月1日から1966年2月16日まで同じNET系列の毎週水曜18:15 - 18:45に「クマゴロー」の題名で43話が独立放映され（1965年4月28日以降は再放送）、子供の人気番組の一つとなってしばしば再放送された。なお「クマゴロー」時代は、スナッグルパス（ライオンのレオ）とアヒルのクックちゃん（アヒルのヤッキー）が一緒に放送され、オリジナル版の主題歌に若松静二が日本語歌詞を付けた主題歌が作成され、中島そのみが歌った。
1990年に「ヨギベア」のタイトルで新規に日本語版が製作され、日本コロムビアからVHSで販売された。
また、1997年のカートゥーン ネットワークの開局当初から全13回で再放送されている。
2010年にはアニメ版を基に、ヨギとブーブーのキャラクターのみ3DCG合成とした3Dの実写映画『ヨギ & ブーブー わんぱく大作戦』がワーナー・ブラザースによって公開された。

## アニメ版

### ストーリー
作品のほとんどは、実在するイエローストーン（Yellowstone）国立公園の綴りを変えた架空のジェリーストーン（Jellystone）国立公園を舞台に、クマのクマゴローがふざけた騒動を起こす。子グマのブーブー（英語版）を相棒に、公園にやってくる観光客のバスケットに入った弁当を失敬するのが好きで、公園の管理人であるスミスさん（英語版）からよく叱られる。クマゴローのガールフレンドであるシンディー（英語版）が時折現れるが、クマゴローの悪ふざけにはいつも反対する。

### 登場人物
ヨギ（Yogi Bear）/ クマゴロー（アニメ日本語吹替版）
本作の主人公。青年グマであり、ジェリーストーン国立公園に住んでいる。帽子とネクタイが特徴。観光客のバスケットを盗むなどイタズラをしては公園の監視員であるスミスさんに怒鳴られている。子グマのブーブーと公園の洞穴で共同生活している。
ブーブー（Boo Boo）
クマゴローの相棒の子グマ。蝶ネクタイが特徴。常識的で慎重な性格であるが　クマゴローのイタズラの片棒を担がされている。
スミス（Ranger Smith）/スミスさん（アニメ日本語吹替版）、監視員さん（アニメ日本語吹替版） / 主任レインジャー(日本コロムビア版)
ジェリーストーン国立公園の中年男性の森林監視員。いつもクマゴローのイタズラ（特にバスケット巡りのイタズラ）に振り回されている。冬眠時を除いて休暇は一切ない。クマゴロー達からは『監視員さん』と慕われている。
シンディ（Cindy Bear）
クマゴローのガールフレンド。短編作品（前者）では水色の毛皮と帽子を被った熊だったが、テレビスペシャル以降ではブロンド色の毛皮と頭に花をつけた熊になっている。

#### 吹き替え声優
| キャラクター                                                              | 担当声優                                                    | 担当声優                                                | 担当声優                   | 担当声優                                                  |
| キャラクター                                                              | NETテレビ版                                                 | VHS版 （大映）                                          | VHS版 （日本コロムビア）   | カートゥーン ネットワーク版 （クマゴロー 宇宙グマの侵略） |
| ------------------------------------------------------------------------- | ----------------------------------------------------------- | ------------------------------------------------------- | -------------------------- | --------------------------------------------------------- |
| クマゴロー（NETテレビ版・大映版） ヨギ（日本コロムビア版）                | 滝口順平                                                    | 増岡弘                                                  | 屋良有作                   | 楠見尚己                                                  |
| ブーブー                                                                  | 栗葉子→古今亭志ん駒→不明                                    | 山本嘉子                                                | 頓宮恭子                   | 不明                                                      |
| クマ子さん（NETテレビ版） シンディ（クマゴローの大冒険/恋の大冒険）       | 芳賀蓉子（テレビシリーズ版） 服部浩子（クマゴローの大冒険） | 佐々木優子                                              | -                          | 不明                                                      |
| スミスさん→監視員さん（NETテレビ版） 主任レインジャー（日本コロムビア版） | 筈見純→田の中勇→槐柳二                                      | 筈見純                                                  | 北村弘一                   | くわはら利晃                                              |
| その他・役名不明                                                          | 八代駿(語り役) 肝付兼太 不明（ヨーヨー）                    | 吉村よう 神山卓三 安倍敦（現・あんべあつし） 鈴木れい子 | 冬馬由美 山本圭子 荘真由美 | 高森奈緒                                                  |
| 日本語版製作スタッフ                                                      |                                                             |                                                         |                            |                                                           |
| 翻訳                                                                      |                                                             |                                                         | 矢田尚 大野隆一            |                                                           |
| 演出                                                                      |                                                             |                                                         | 高桑慎一郎                 | ?                                                         |
| 脚本                                                                      |                                                             |                                                         | 高桑慎一郎                 |                                                           |
| 録音                                                                      |                                                             |                                                         | 遠西勝三                   |                                                           |
| 制作協力                                                                  |                                                             |                                                         | 青二企画                   |                                                           |
| 日本語版製作                                                              | NETテレビ（現・テレビ朝日）                                 | 大映                                                    | 日本コロムビア             | カートゥーン ネットワーク                                 |

##### 主題歌
テーマソング「クマゴロー」
作詞 - 若松静二
作曲 - 島村弘二
歌 - 中島そのみ
フルバージョンはレコードのみ収録。

### エピソード

#### 本放送分
珍犬ハックル枠時代
1. Yogi Bear's Big Break
2. Slumber Party Smarty
3. クマゴローの特製パイ（Pie-Pirates）
4. クマゴローの必死の逃亡（Big Bad Bully）
5. Foxy Hound-Dog
6. Big Brave Bear
7. Tally Ho Ho Ho
8. Baffled Bear
9. High Fly Guy
10. The Brave Little Brave
11. The Stout Trout
12. The Buzzin' Bear
13. The Runaway Bear
14. Be My Guest Pest
15. Duck in Luck
16. Bear on a Picnic
17. Prize Fight Fright
18. Brainy Bear
19. Robin Hood Yogi
20. Daffy Daddy
21. Scooter Looter
22. Hide and Go Peek
23. Show Biz Bear
24. Lullabye-Bye Bear
25. Bare Face Bear
26. Papa Yogi
27. Stranger Ranger
28. Rah Rah Bear
29. Bear for Punishment
30. Nowhere Bear
31. Wound-Up Bear
32. Bewitched Bear
33. Hoodwinked Bear
34. Snow White Bear
35. Space Bear

クマゴロー枠時代
※アメリカでの話数順、邦題が空白なところは不明。
| 話数 | サブタイトル                       | 原題                                                                |
| ---- | ---------------------------------- | ------------------------------------------------------------------- |
| 1    |                                    | Oinks and Boinks / Major Operation / Out of Luck Duck               |
| 2    |                                    | Booby Trapped Bear / Feud for Thought / Hop, Duck and Listen        |
| 3    |                                    | Gleesome Threesome / Live and Lion / Dog Flight                     |
| 4    |                                    | A Bear Pair / Fraidy Cat Lion / Easter Duck                         |
| 5    |                                    | Spy Guy / Royal Ruckus / Foxy Duck                                  |
| 6    |                                    | Do or Diet / The Roaring Lion / Railroaded Duck                     |
| 7    |                                    | Bears and Bees / Paws for Applause / Duck Hunting                   |
| 8    |                                    | Biggest Show Off on Earth / Knights and Daze / Whistle-Stop and Go  |
| 9    |                                    | Genial Genie / The Gangsters All Here / Duck the Music              |
| 10   |                                    | Cub Scout Boo Boo / Having a Bowl / School Fool                     |
| 11   |                                    | Home-Sweet Jellystone / Diaper Desperado / Oh Duckter               |
| 12   |                                    | Love-Bugged Bear / Arrow Error / It's a Duck's Life                 |
| 13   |                                    | Bearface Disguise / Twice Shy / Happy Birthdaze                     |
| 14   |                                    | Slap Happy Birthday / Cloak and Stagger / Horse Collared            |
| 15   |                                    | A Bear Living / Remember Your Lions / Ha-Choo to You!               |
| 16   | クマゴローの悪者退治 / ? / ?       | Disguise and Gals / Remember the Daze / Foxy Proxy                  |
| 17   | クマゴローと魔法のおばさん / ? / ? | Touch and Go-Go-Go / Express Trained Lion / Count to Tenant         |
| 18   | クマゴローのライオン使い / ? / ?   | Acrobatty Yogi / Jangled Jungle / Shrunken Headache                 |
| 19   | ベル付ビスケット / 勇敢なレオ / ?  | Ring-a-Ding Picnic Basket / Lion Tracks / The Most Ghost            |
| 20   |                                    | Iron Hand Jones / Fight Fright / Stamp Scamp                        |
| 21   | クマゴローの新しい友達 / ? / ?     | Yogi's Pest Guest / Lions Share Sheriff / All's Well That Eats Well |
| 22   | クマゴローの勇敢な兵隊さん / ? / ? | Missile Bound Yogi / Cagey Lion / Foxy Friends                      |
| 23   |                                    | Loco Locomotive / Charge That Lion / Mad Mix Up                     |
| 24   | クマゴローと宇宙ロケット / ? / ?   | Missile-Bound Bear / Be My Ghost / Beach Brawl                      |
| 25   |                                    | A Wooin' Bruin / Spring Hits a Snag / Duck Seasoning                |
| 26   |                                    | Yogi in the City / Legal Eagle Lion / Hasty Tasty                   |
| 27   |                                    | Queen Bee for a Day / Don't Know It Poet / Nobody Home Duck         |
| 28   |                                    | Batty Bear / Tail Wag Snag / Dog Pounded                            |
| 29   |                                    | Droop-a-Long Yogi / Rent and Rave / Witch Duck-ter                  |
| 30   |                                    | Threadbare Bear / Footlight Fright / Full Course Meal               |
| 31   |                                    | Ice Box Raider / One Two Many / Baddie Buddies                      |
| 32   |                                    | Bear Foot Soldiers / Royal Rodent / Judo Ex-Expert                  |
| 33   |                                    | Yogi's Birthday Party                                               |

#### NETテレビ放送分
判明分のみ
| サブタイトル                             | 日本放送日    |
| ---------------------------------------- | ------------- |
| ホーキーと魔法使お金の泉                 | 1964年7月1日  |
| クマゴローのカウボーイライオンの詩人レオ | 1965年2月17日 |
| ホーキー撮影所にあらわるレオと汽車ポッポ | 1965年2月24日 |

#### CN放送分
| 話数 | サブタイトル               |
| ---- | -------------------------- |
| 1    | Acrobatty Yogi / ? / ?     |
| 2    | Bear Pait, A / ? / ?       |
| 3    | Booby Trapped Bear / ? / ? |
| 4    | Daffy Daddy / ? / ?        |
| 5    | Gleesome Threesome / ? / ? |
| 6    | Love Bugged Bear / ? / ?   |
| 7    | Oinks And Boinks / ? / ?   |
| 8    | Rah Rah Bear / ? / ?       |
| 9    | Show Biz Bear / ? / ?      |
| 10   | Space Bear / ? / ?         |
| 11   | Baffled Bear / ? / ?       |
| 12   | Miiile Bound Yogi / ? / ?  |
| 13   | Spy Guy / ? / ?            |

以下の作品はBパートかCパートで放送された作品。どの回で放送されたかは不明。
- Missile Bound Bear
- Disguise and Gals

#### ビデオ版
屋良有作による吹き替え版
| 原題                         | 原題                |
| ---------------------------- | ------------------- |
| フットボールのスーパースター | Rar Rar Bear        |
| スパイ大作戦                 | Spy Guy             |
| パリへ御招待                 | A Bear Pair         |
| 赤ずきんちゃん               | Hoodwinked Bear     |
| 引っ越しは命がけ             |                     |
| 蜂みつ大騒動                 | Queen Bee for a Day |
| 冷蔵庫どろぼう               | Ice box Raider      |
| ３びきの子ぶた               | Oinks and Boinks    |

滝口順平による吹き替え版
| # | サブタイトル               | 原題               |
| - | -------------------------- | ------------------ |
| 1 | クマゴローの勇敢な兵隊さん | Missile Bound Yogi |
| 2 | クマゴローの新しい友達     | Yogi's Pest Guest  |
| 3 | クマゴローと宇宙ロケット   | Missile Bound Bear |
| 4 | クマゴローの悪者退治       | Disguise and Gals  |
| 5 | クマゴローと魔法のおばさん | Touch a Go-Go      |
| 6 | クマゴローのライオン使い   | Acrobatty Yogi     |

### 放送局
出典
- NETテレビ（現・テレビ朝日）
- 朝日放送（現・朝日放送テレビ）
- 九州朝日放送

### 言語別のタイトル

#### ゲルマン語
- 英語 : Yogi bear
- オランダ語 : Yogi Beer
- ドイツ語 : Yogi Bär;
- デンマーク語 : Yogi Bjørn
- スウェーデン語 : Yogi Björn

#### ロマンス語
- ブラジルポルトガル語 : Zé Colméia
- ガリシア語 : O Oso Iogui
- スペイン語 : El Oso Yogui
- カタルーニャ語 : L´Ós Yogui
- イタリア語 : L'Orso Yoghi
- ルーマニア語 : Ursul Yogi

#### スラブ語
- ポーランド語 : Miś Jogi (またはMiś Yogi)
- チェコ語 : Méďa Béďa
- スロヴァキア語 : Medveď Jogi
- スロベニア語 : Jogi medvedek or Medved Jogi (単にJogiとも)
- ブルガリア語 : Мечето Йоги

#### その他の語族
- フィンランド語 : Jogi-karhu (またはYogi-karhu)
- ハンガリー語 : Maci Laci
- トルコ語 : Ayı Yogi
- 中国語 : 瑜珈熊 "Yujia Xiong"
- 韓国語 : 요기 베어 (Yoki Bae-er)
- 日本語 : クマゴロー

### スピンオフ
1973年製作の『クマゴローの大冒険』（Yogi's Gang）では、クマゴローとブーブーが冒険団の中心キャラとして登場、他にも『珍犬ハックル』のハックル、『早撃ちマック』のマック、『スナッグルパス』のレオ、『オギーとダディー』のオギーとダディー、『タコのロクちゃん』のロクちゃん、『ゴリラのゴンちゃん』のゴンちゃん、『かばのガバチョ』（Peter Potamus）のガバチョなどと、豪華メンバーが共演している。日本ではNETで放送された。
1977年製作のハンナ・バーベラキャラ集合作品『まんがオールスター おもしろオリンピック』では、クマゴローが「クマゴローチーム」のキャプテンとして登場、同チームのメンバーにはブーブー・シンディー・ハックル・マック・『ワニのワリー』のワリー・『チュースケとチュータ』のチュースケ・チュータ・ジンクスなどが揃っている。日本では東京12チャンネル（現：テレビ東京）の『マンガのくに』で放送された。
1978年製作の『クマゴローの宇宙猛レース』（Yogi's Space Rase）では、クマゴローやハックル、そして『わんぱくジョーズ』（Jabberjaw）のジャバ君と共に、宇宙レースの挑戦キャラとして登場、この作品も『マンガのくに』で放送された。
1985年製作のキャラ集合作品『ハンナ・バーベラ秘宝探検団』（Yogi's Treasure Hunt）では、クマゴロー・ブーブー・スミスが秘宝探検団のメンバーとして、ハックル・マック・スナッグル・オギー&ダディーなどと共演、更に探検団司令官役で『ドラ猫大将』の大将、そして財宝を横取ろうとする悪党コンビ役で、『チキチキマシン猛レース』のブラック魔王とケンケンがレギュラー出演している。日本ではTVは未放映でビデオのみの販売だった。
1990年に製作された、『チキチキマシン猛レース』の続編『ケンケンのフェンダーベンダー500 新・チキチキマシン猛レース』（FENDER BENDER 500）では、ブラック魔王とケンケン以外のキャラがハンナ・バーベラ作品キャラに変わり、クマゴロー・ブーブーは「スーパーピクニック1」の搭乗者としてレギュラー出演している。この作品も日本ではビデオのみ。

### CN Shorties
カートゥーン ネットワークの短編アニメコーナー『Shorties』で、When Animals Nap（クマゴローの冬ごもり）という短編が作られた。日本でも同名のコーナー内で放送され、その時のクマゴローを演じたのは楠見尚己であった。
内容は、冬眠に入ったクマゴローとブーブーがテレビ局の『クマの襲撃』という番組の収録でクマゴロー達にカメラマンに襲い掛かるクマを演じてもらうことになるが、眠っていたためにそのことを覚えておらず、それをテレビで見ていたクマゴローは『あの鳴き声はいまひとつ』と評した、というもの。